# Lukawzi
Lukawzi (ukrainisch Лукавці; russisch Лукавцы Lukawzy bzw. bis 2005 Луковцы Lukowzy, deutsch Lukawetz am Sereth, rumänisch Lucavăț pe Siret bzw. Luncavăț) ist ein Dorf im Rajon Wyschnyzja in der ukrainischen Oblast Tscherniwzi mit etwa 2500 Einwohnern.
Es liegt in der nördlichen Bukowina am Ufer des Sereth, westlich der Stadt Storoschynez und südwestlich von Czernowitz.

## Geschichte

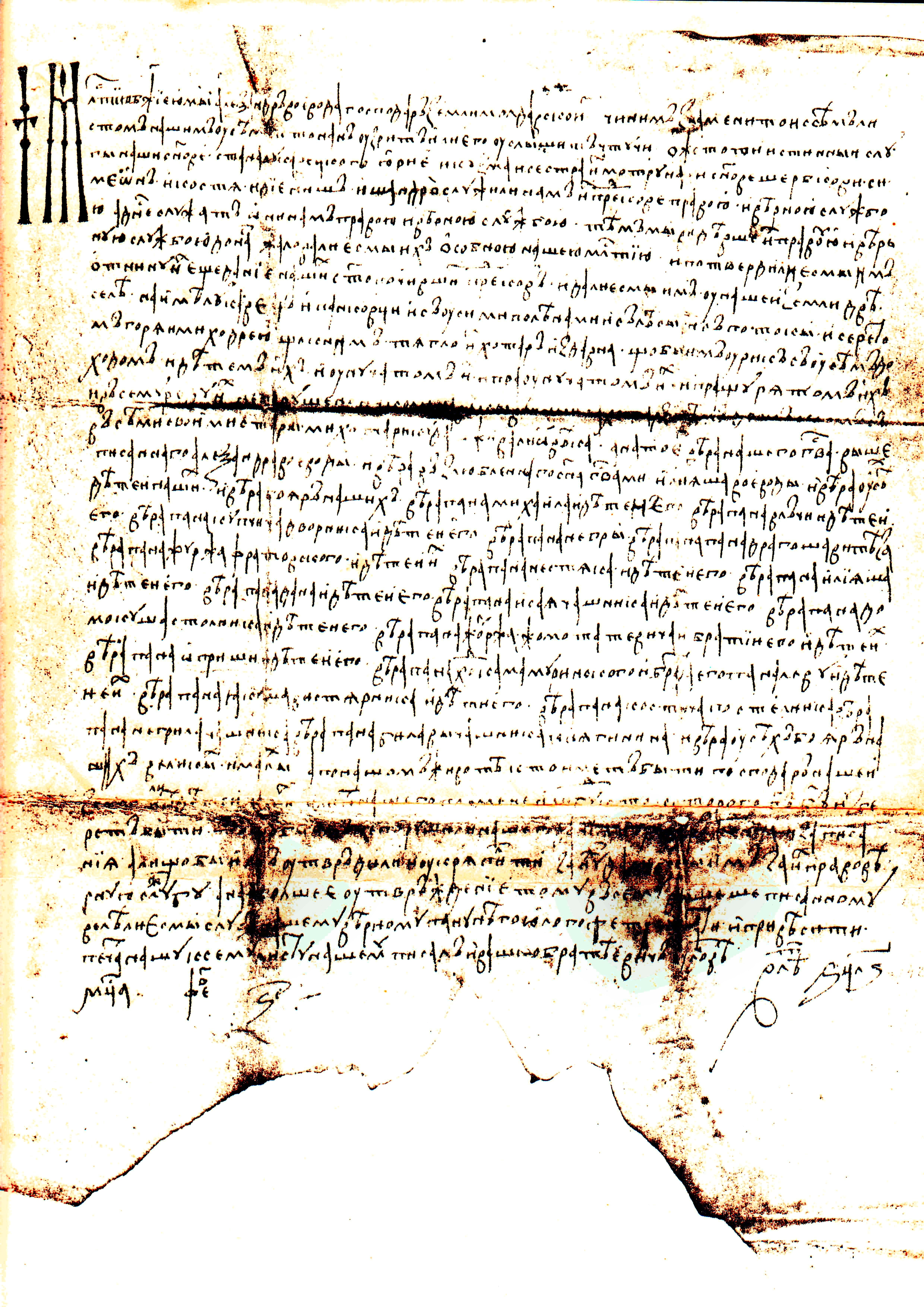
1428: Urkunde des Fürsten Alexander

Schon vor der Gründung des Fürstentums Moldau 1350 ließ Pancu (Panko), der Urahn der Familie Wassilko in der Moldau, den Wald am linken Ufer des Großen Sereth roden und gründete für seinen einzigen Sohn Luca den Ort. Nach Ion Drăguşanul soll es sich zusammen mit Panka um die ältesten Niederlassung in diesem Gebiet handeln. Erstmals urkundlich erwähnt wurde Lukawzi, als den Urenkeln des Gründers durch die Urkunde Fürst Alexander des Guten vom 16. Februar 1428 unter anderen dieses Dorf als Eigentum für sie und ihre Nachfahren bestätigt wurde. Lukawetz blieb bis zum Ende des Zweiten Weltkriegs in großen Teilen im Besitz der Familie.

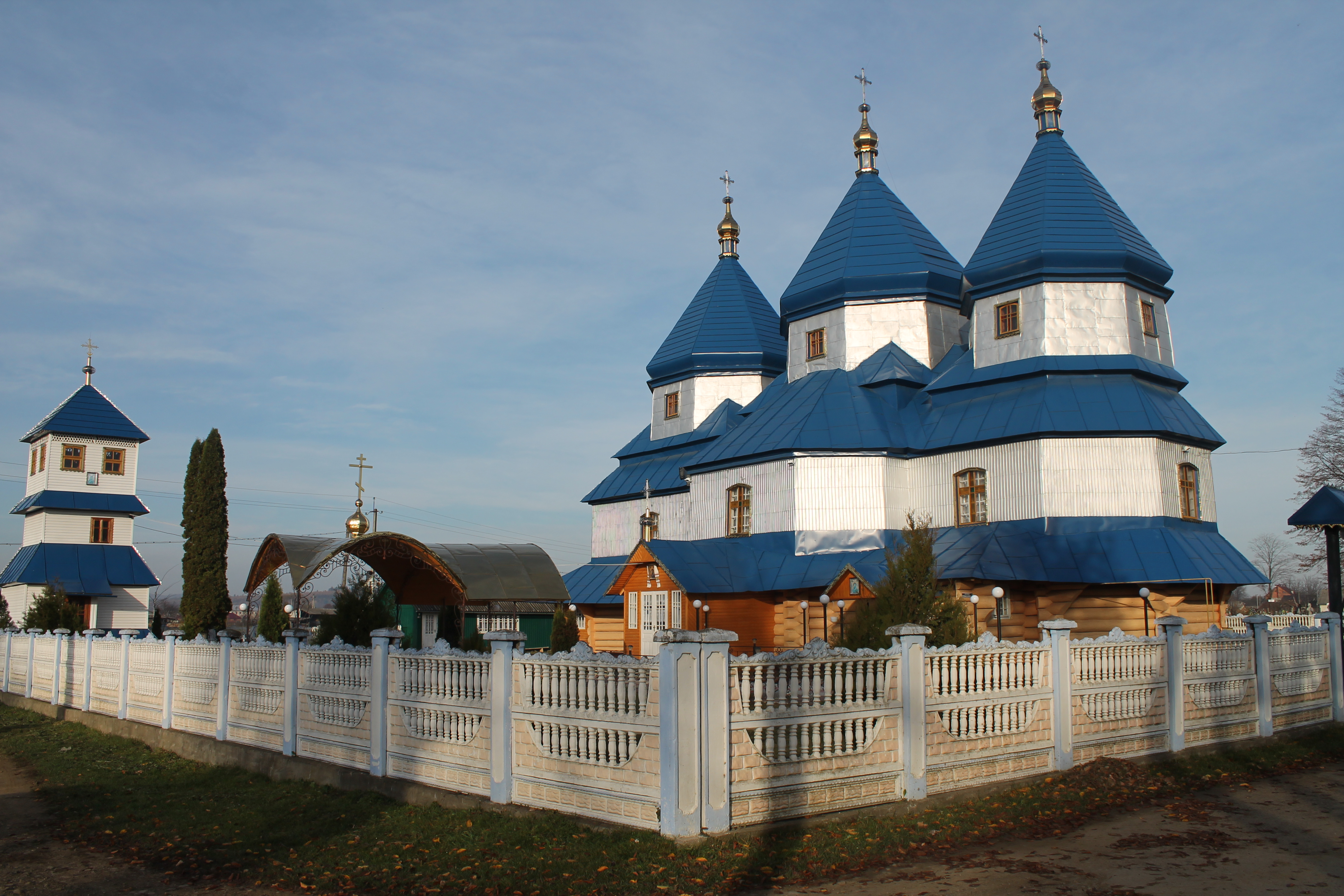
St.-Paraskewa-Kirche in Lukawzi

Die Kirche des Ortes Lucavăţ mit Pfarrer wurde am 15. März 1490 von Fürst Ștefan cel Mare (deutsch Stefan der Große) als erste dem Bischofssitz von Rădăuți (Radautz) bestätigt. Fürst Alexandru Lăpușneanu, Sohn des obigen, bestätigt am 7. Mai 1565 nicht nur die Rechtmäßigkeit der Urkunde des Fürsten Alexanders für besagte Familie, vielmehr anderweitiges Eigentum in der nördlichen Moldau. Die Ortschaft gehörte bis 1775 zum Fürstentum Moldau.
Nachdem 1774 die Bukowina gegen Ende des Russisch-Osmanischen Kriegs (1768–1774) vom neutralen Österreich besetzt worden war, wurde dies 1775 im Frieden von Küçük Kaynarca bestätigt, offiziell als Dank für Österreichs „Vermittlerdienste“ zwischen den Kriegsgegnern. Dadurch war Lukawetz ein Teil Österreichs zuerst im Königreich Galizien und Lodomerien, ab 1849 im neu gegründeten Kronland Herzogtum Bukowina.
Nach der Angliederung der Bukowina an das Königreich Rumänien am 27. November 1918 gehörte der Ort zum damaligen Kreis Storojineț.
Die durch den Hitler-Stalin-Pakt bedingte Annexion der Nordbukowina erfolgte am 28. Juni 1940. Lukawzi wurde ein Teil der Sowjetunion, dazwischen, von 1941 bis 1944 wiederum rumänisch, wurde die gesamte Region 1947 in die Ukrainischen SSR integriert und ist seit 1991 ein Teil der unabhängigen Republik Ukraine.

## Lage und politische Gliederung
Das Dorf liegt auf 413 m Höhe am linken Ufer des Sereth im mittelöstlichen Teil des Rajons Wyschnyzja und wird heute überwiegend von Huzulen bewohnt.
Mit Beschluss des Obersten Rates der Ukraine Nr. 2372-IV vom 29. Januar 2005, wechselte der ukrainische Name des Dorfes Lukiwzi (Луківці) wieder hin zur (älteren) Bezeichnung Lukawzi (Лукавці).
Am 12. Juni 2020 wurde das Dorf ein Teil der neu gegründeten Siedlungsgemeinde Berehomet im Rajon Wyschnyzja, bis dahin bildete es zusammen mit den Dörfern Lypowany, Majdan (Майдан), Wachniwzi (Вахнівці) und Wowtschynez (Вовчинець) die Landratsgemeinde Lukawzi (Лукавецька сільська рада/Lukawezka silska rada) im Osten des Rajons.

## Persönlichkeiten
- Mihail Gușuleac (1887–1960) – rumänischer Botaniker, korrespondierendes Mitglied der Rumänischen Akademie (Academiei Română)
- Alexandru Vasilco (Wassilko) (1717–1785), Bojar und Großgrundbesitzer
- Nikolaus von Wassilko (1868–1924), Großgrundbesitzer, Politiker und Diplomat

## Sehenswürdigkeiten
- Die Holzkirche "Hl. Paraschewa" – erbaut 1898[8]
- Die Holzkirche "Hl. Nikolaus" – erbaut 1905[9]